# Ski Mask The Slump God
Ski Mask The Slump God, de son vrai nom Stokeley Clevon Goulbourne, né le 18 avril 1996 à Fort Lauderdale , en Floride, est un rappeur américain. Il gagne en popularité en 2017 avec les titres BabyWipe et Catch Me Outside. Il est particulièrement reconnu pour son « flow » très rapide et enjoué.

## Biographie
Stokeley Clevon Goulbourne est né le 18 avril 1996 à Fort Lauderdale, en Floride. Il est d'origine jamaïcaine. Fils d’un rappeur old school, il apprit très jeune à écrire ses propres raps.
Alors qu’il fut arrêté pour possession de $10 de marijuana, il rencontra son meilleur ami, le rappeur défunt XXXTENTACION, alors âgé de 15 ans.
Avec ce dernier, ils créèrent un groupe nommé Very Rare, suivi ensuite d'un autre nommé Members Only. Il cite Lil Wayne et Busta Rhymes comme ses principales influences musicales. Lors du festival musical Rolling Loud, il interprète R.I.P. Roach et Take a Step Back avec XXXTentacion. Au printemps 2018, il publie sa troisième mixtape, Beware the Book of Eli Le 30 novembre 2018, Ski Mask sort son premier album solo, intitulé Stokeley.

## Discographie

### Albums studio
- 2018 : Stokeley

### Mixtapes
- 2017 : You Will Regret
- 2018 : Beware the Book of Eli
- 2021 : Sin City the Mixtape

### Mixtapes collaboratives
- 2015 : Members Only, Vol. 1
- 2015 : Members Only, Vol. 2
- 2017 : Members Only, Vol. 3
- 2019 : Members Only, Vol. 4